# Борша-Кетун
Борша-Кетун (рум. Borșa-Cătun) — село у повіті Клуж в Румунії. Входить до складу комуни Борша.
Село розташоване на відстані 331 км на північний захід від Бухареста, 16 км на північний схід від Клуж-Напоки.

## Населення
За даними перепису населення 2002 року у селі проживали 79 осіб, усі — румуни. Усі жителі села рідною мовою назвали румунську.